# Demenika
Demenika  este un oraș în Grecia în Prefectura Ahaia.